# Gimsøya
Gimsøya és una illa de Vågan municipi del comtat de Nordland, Noruega. Està situat entre les illes de Austvågøya i Vestvågøya a l'arxipèlag de Lofoten. L'illa té 46 km² i una a població (2001) de 207 habitants.
Bastant aïllat, paisatge Noruega típic.